# Relations entre la Guinée équatoriale et l'Inde
Les relations entre la Guinée équatoriale et l'Inde sont les relations bilatérales de la république de Guinée équatoriale et de la république de l'Inde.

## Histoire
Les relations entre la Guinée équatoriale et l'Inde existent depuis avant l'indépendance de la première en 1968. En avril 2004, E. Barwa, secrétaire adjoint au ministère des affaires extérieures (MEA) s'est rendu à Malabo et a eu des entretiens avec le président, ainsi qu'avec certains ministres et hauts fonctionnaires du gouvernement de la Guinée équatoriale. Au cours de cette visite, la Guinée équatoriale a signé l'accord I avec l'Inde.
Le haut-commissariat de l'Inde à Lagos, au Nigeria, a été simultanément accrédité en Guinée équatoriale de 2005 à 2008, lorsque l'accréditation a été transférée à l'ambassade de l'Inde à Luanda, en Angola. L'ambassadeur de l'Inde en Angola et en Guinée équatoriale, A.R. Ghanashyam, a présenté ses lettres de créance en mars 2008 et s'est entretenu avec le président et le ministre des affaires étrangères, qui ont tous deux exprimé leur désir de se rendre en Inde pour améliorer la coopération bilatérale. Le ministre des affaires étrangères a également demandé l'aide de l'Inde pour offrir une formation en anglais à 80 Guinéens équatoriaux. Le gouvernement de la Guinée équatoriale a également proposé des projets d'accords pour l'établissement d'une commission mixte et pour un accord général de coopération.
Le ministre d'État chargé des technologies de l'information et des télécommunications, Sachin Pilot (en), s'est rendu en Guinée équatoriale en tant qu'envoyé spécial du Premier ministre et a officiellement invité le président Teodoro Obiang Nguema Mbasogo à participer au deuxième sommet Inde-Afrique,. Le président Mbasogo, qui était alors président de l'Union africaine, et le premier ministre indien Manmohan Singh ont coprésidé le sommet à Addis-Abeba, en Éthiopie.
Le co-secrétaire du MEA, Rajinder Bhagat, a dirigé une délégation indienne à la 19e session ordinaire du Conseil exécutif de l'Union africaine à Malabo. L'Inde a assisté au sommet, qui était présidé par la Guinée équatoriale, en tant qu'observateur. L'Inde a également envoyé une délégation en tant qu'observateur à la 25e session ordinaire du Conseil à Malabo.
Le ministre d'État Shripad Yesso Naik s'est rendu en Guinée équatoriale le 25 août 2015 en tant qu'envoyé spécial du Premier ministre et a officiellement invité le président Mbasogo à assister au troisième sommet Inde-Afrique. Il a également rencontré le ministre des affaires étrangères. L'invitation a donné lieu à la toute première visite d'un président équato-guinéen en Inde, lorsque Mbasogo a dirigé une délégation de haut niveau pour assister au sommet à New Delhi en octobre 2015. Il a eu des entretiens bilatéraux avec le Premier ministre Narendra Modi le 28 octobre,.
En octobre 2015, l'Inde a approuvé la demande de la Guinée équatoriale d'ouvrir une mission diplomatique à New Delhi et a ouvert la sienne à Malabo en mars 2019.